# معركة القرنة (الحرب العالمية الأولى)
معركة القرنة هي معركة وقعت من 3 إلى 9 كانون الأول (ديسمبر) عام 1914 في مدينة القرنة في العراق بين القوات البريطانية والقوات العثمانية المنسحبة من البصرة التي كانت قد فقدتها في معركة البصرة (1914) خلال حملة بلاد الرافدين من الحرب العالمية الأولى.

## مقدمة
بعد أحتلال البصرة، أصبح البريطانيون يسيطرون على مركز مهم للأتصالات والصناعة. فيما تراجع العثمانيين بأتجاه نهر دجلة. إحتاج البريطانيون لتأمين موقعهم في البصرة وحقول النفط في عبادان.
بينما بعد الهزيمة في البصرة، قرر العثمانيون اتخاذ موقف دفاعي في بلدة القرنة شمال البصرة.ولأن كلا من نهري دجلة والفرات يلتقيان معا في القرنة، جعلها هذا الموضع الدفاعي المثالي حيث سيتوجب على البريطانيين عبور النهرين. كان لدى العثمانيون حوالي 1,000 رجل تحت قيادة العقيد صبحي بك، والي أو محافظ البصرة، بينما كان البريطانيون حوالي 2,100 تحت قيادة اللواء فري.

## المعركة
في الثالث من كانون الأول (ديسمبر)، تخندق العثمانيون في القرنة. قامت قوات بريطانية مؤلفة من كتيبتين هنديتين كتيبة 104 بنادق يسلي وكتيبة 110 مهراة مشاة خفيفة، بالأضافة إلى سرية مزدوجة من الجنود البريطانيين من فوج نورفولك يرافقها عدد من الزوارق الحربية بالهجوم على القوات العثمانية. سفن البحرية الملكية على نهر الفرات أبقت العثمانيين تحت النار بينما تمكنت القوات البريطانية من عبور نهر دجلة.
تقدمت القوات البريطانية والهندية عبر الأراضي المفتوحة ولكنها لم تتمكن من العبور عبر النهر إلى القرنة نفسها مما اضطر القوات البريطانية إلى الانسحاب.
في السادس من كانون الأول معززة ببقية فوج نورفولك وراجبوت 7 والمشاة 120 وبعض البنادق الآلية حاولوا مرة أخرى. العثمانيون كانوا قد عادوا إلى المواقع التي كانوا قد فقدوها في الاشتباك السابق مما اضطر القوات البريطانية والهندية إلى إعادة السيطرة على تلك المواقع. ومرة أخرى قامت القوات البريطانية بدفع العثمانيين إلى الخلف ولكنها لم تتمكن مجددا من عبور النهر إلى القرنة.
في يوم الثامن من كانون الأول تم أرسال فرقة المشاة 104 و 110 بأتجاه أعلى النهر لإيجاد مكان مناسب للعبور. وبالفعل تمكنوا من ذلك، وبذلك قطعوا طريق انسحاب العثمانيون إلى الشمال في حين استمرت الزوارق الحربية بالقصف الفعال لمواقعهم في المدينة. وفي ليلة الثامن أبحرت باخرة عثمانية محترقة أسفل النهر مع أضواء وصفارات الإنذار. الرائد ويلفريد نان من الزورق الحربي البريطاني «ايسبيجل» استولى على الباخرة وعلى متنها ثلاثة ضباط عثمانيون. أراد العثمانيون تسليم المدينة والأنسحاب بعيدا. أصر الملازم نان، الذي لم يكن على اتصال مع اللواء فراي، على أن يكون الاستسلام غير مشروط هذا أغضب العثمانيين  ولكنهم وافقوا في نهاية المطاف.
في 9 كانون الأول (ديسمبر)، القائد العثماني، العقيد صبحي بك، والي أو محافظ البصرة، استسلم مع قواته. بهذا تم أسر 42 ضابط عثماني و 989 من الجنود. بينما كانت الخسائر البريطانية / الهندية مقتل 27 جنديا وجرح 242 و مقتل اثنين من البحارة واصابة 10 اخرون.

## نتائج المعركة
على الرغم من كونها مناوشات أكثر من كونها معركة، الا ان معركة القرنة مهمة لأنها وفرت خط جبهة آمن للبريطانيين في جنوب بلاد ما بين النهرين. وبذلك تم تأمين البصرة، وأصبحت مصافي النفط في عبادان في بلاد فارس آمنة. ومع ذلك، فأن البريطانيين سيطلقون في وقت لاحق هجوما لاحتلال بغداد.